# Grąblinek
Grąblinek – kolonia w Polsce położona w województwie wielkopolskim, w powiecie konińskim, w gminie Kramsk. Należy do sołectwa Grąblin.
W latach 1975–1998 miejscowość należała administracyjnie do województwa konińskiego.